# Material Girl
Material Girl is een nummer van de Amerikaanse zangeres Madonna uit 1985.
Het is afkomstig van Madonna's tweede studioalbum Like a Virgin uit 1984 en werd uitgebracht als tweede single van dit album. Het nummer staat in geremixte vorm op het compilatiealbum The Immaculate Collection uit 1990 en in de originele versie op de compilatie Celebration uit 2009.

## Achtergrond
Het nummer is geschreven door Peter Brown en Robert Rans en geproduceerd door Nile Rodgers, die ook de rest van het album Like a Virgin produceerde.
Material Girl bestaat uit synthesizer-arrangementen met een stem die de hook "living in a material world" herhaalt. In de tekst geeft Madonna aan dat ze alleen rijke mannen wil daten. In interviews geeft ze aan dat ze het leuk vond om deze provocerende teksten te zingen. 

## Videoclip
De videoclip van het nummer is een nabootsing van Marilyn Monroes uitvoering van het nummer Diamonds Are a Girl's Best Friend  uit de film Gentlemen Prefer Blondes uit 1953. De nagebootste scènes worden afgewisseld met scènes van een Hollywood-regisseur die het hart probeert te winnen van een actrice, gespeeld door Madonna zelf.

## Ontvangst
Het nummer werd wereldwijd een grote hit. In de VS haalde het nummer de tweede plek. In Australië, België, Canada, Ierland, Japan en het Verenigd Koninkrijk werd de top 5 behaald en in de Nederlandse Top 40 kwam het tot nummer 7.
Samen met de single Like a Virgin heeft Material Girl er volgens critici voor gezorgd dat Madonna de status van popicoon kreeg. Desondanks heeft Madonna aangegeven spijt te hebben van het nummer, omdat ze in de popmedia steevast het label "Material Girl" opgeplakt kreeg.

## Covers
Material Girl is gecoverd door meerdere artiesten. De bekendste covers zijn die van Britney Spears en Hilary en Haylie Duff. Madonna heeft zelf het nummer ook 'gecoverd' door in 2002 een nieuwe versie, getiteld Material Gworrllllllll!, op te nemen met rapper Saucy Santana. Deze versie werd geen succes.

## NPO Radio 2 Top 2000
| Nummer met noteringen in de NPO Radio 2 Top 2000 | '99 | '00-'01 | '02  | '03 | '04  | '05  |
| ------------------------------------------------ | --- | ------- | ---- | --- | ---- | ---- |
| Material Girl                                    | 649 | -       | 1856 | -   | 1895 | 1965 |

1. ↑  Een '-' betekent dat het nummer niet was genoteerd en een vetgedrukt getal geeft de hoogste notering aan.
2. ↑  Deze tabel is bijgewerkt tot en met de laatste editie (2024).